# Sucha Góra (Beskid Żywiecki)
Sucha Góra (1040 m) – szczyt w Grupie Lipowskiego Wierchu i Romanki w Beskidzie Żywiecko-Orawskim. Znajduje się w południowo-zachodnim grzbiecie niemającego nazwy wierzchołka 998 m położonego w grzbiecie łączącym przełęcz na Hali Boraczej z Redykalnym Wierchem. Północno-wschodnie stoki Suchej Góry opadają do potoku Nickulina, w południowo-zachodnie wcina się dolina Białego Potoku. Od wierzchołka w południowym kierunku odgałęzia się niski grzbiet z wierzchołkami Hutowy Groń i Surpaja Groń (663 m).
Sam wierzchołek Suchej Góry porasta las, ale zbocza są w dużym stopniu bezleśne, zajęte przez pola i zabudowania Rajczy i jest w nich wiele polan. Pod szczytem i na jego grzbiecie znajdują się trzy polany: Hala Michalskiego i Sucha Góra i Pszczyna. Były to dawne hale pasterskie. Roztacza się z nich rozległy widok na Tatry, Małą Fatrę, grupę Lipowskiego Wierchu. Ze zboczy widoczny jest również Beskid Śląski. Na grzbiecie północno-wschodnim istnieje jeszcze hala pasterska – polana Cukiernica Wyżna. Prócz tych pasterskich polan na zboczach Suchej Góry istnieją polany będące równocześnie osiedlami: Sarnówka i Wielka Cecońka. Południowymi i wschodnimi stokami góry przebiega niebieski szlak turystyczny.
Sucha Góra znajduje się w granicach wsi Rajcza w województwie śląskim, w powiecie żywieckim, w gminie Rajcza. Nieopodal szczytu znajduje się mała ogólnodostępna chata, w której znajduje się piecyk, stół z ławami, a także antresola, na której może przespać się kilka osób. Przed chatką znajduje się miejsce na ognisko, a w jej pobliżu latryna.

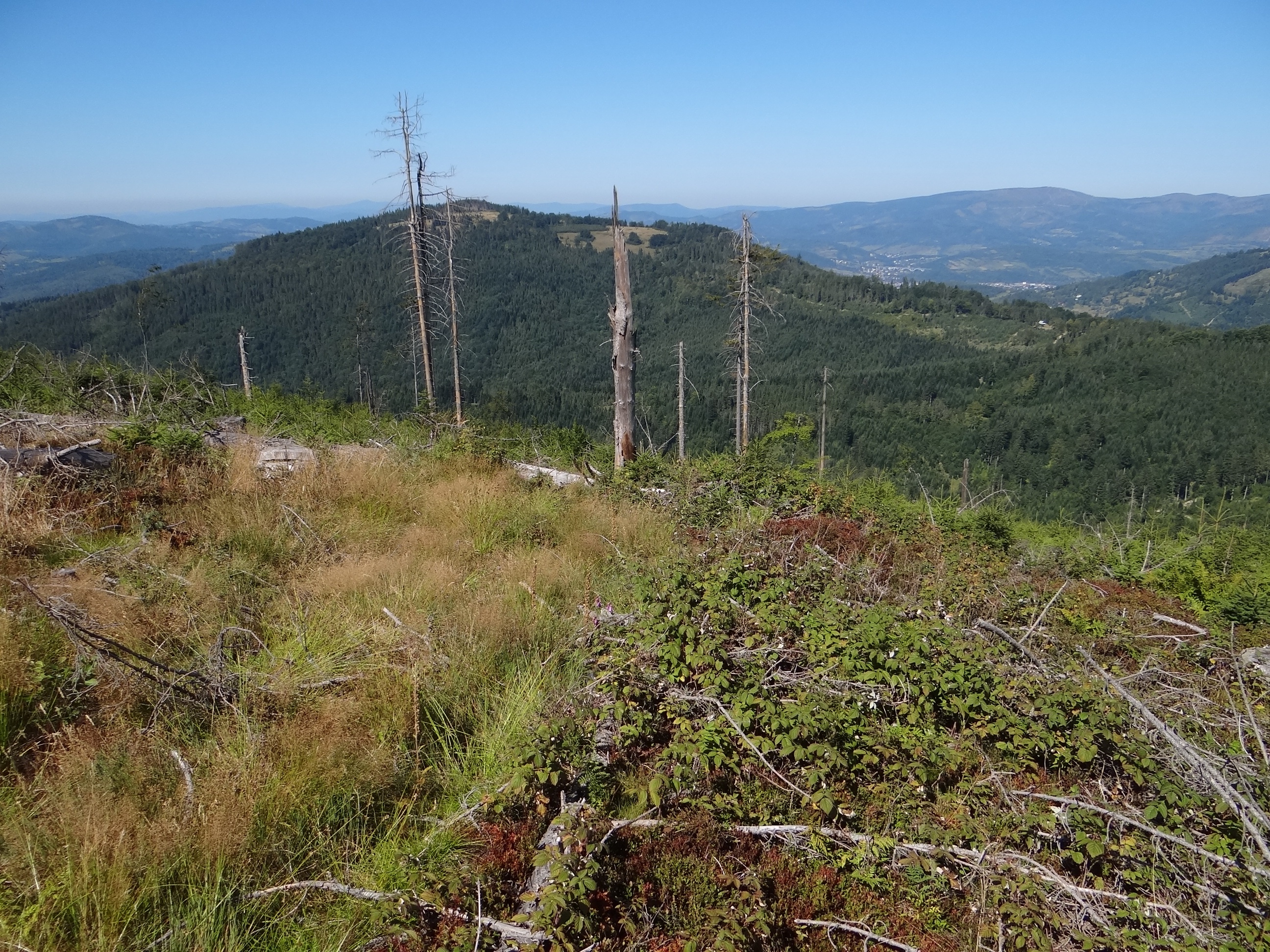
Widok na Suchą Górę z hali Redykalnej
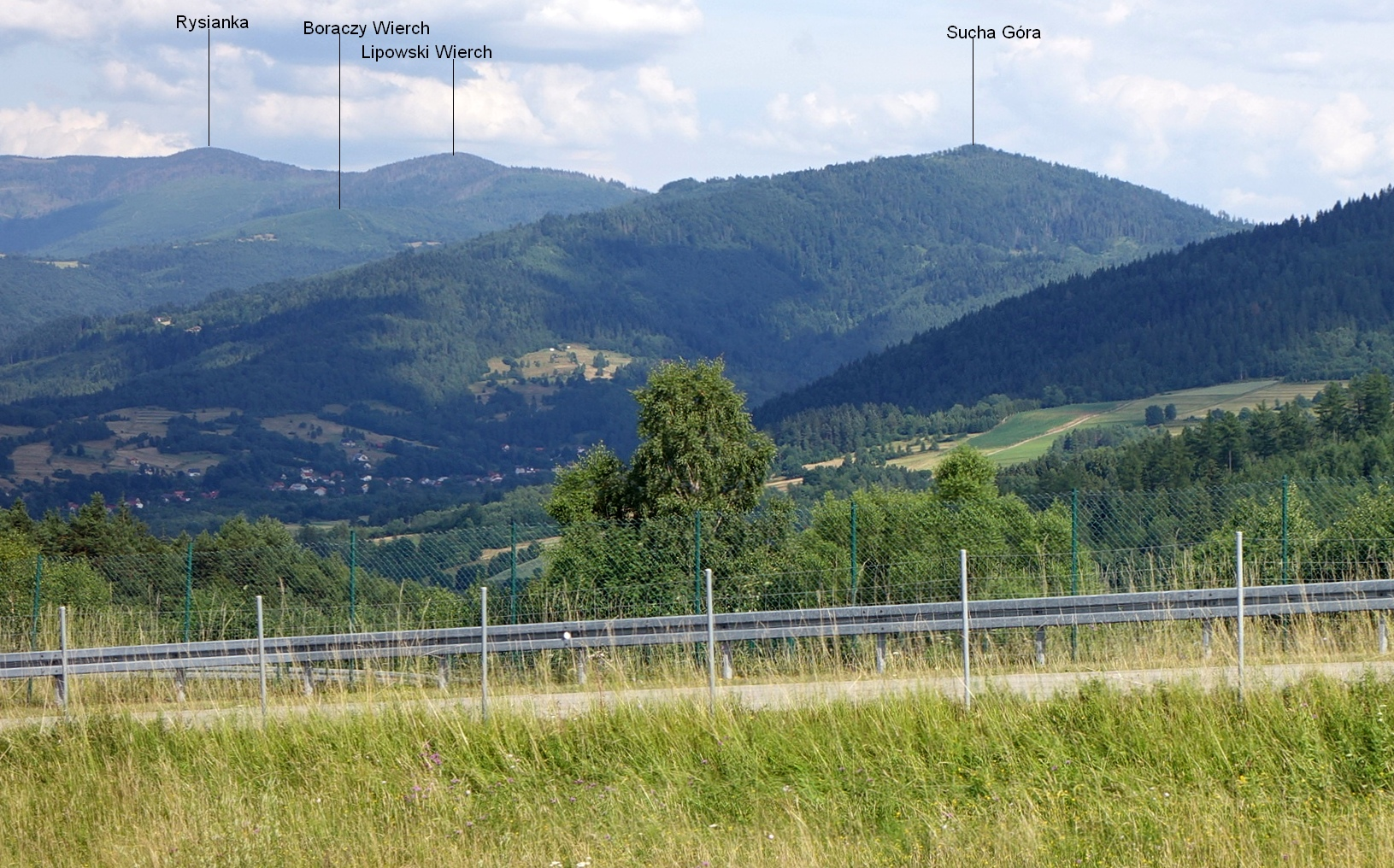
Widok ze wsi Laliki

## Szlak turystyczny
Rajcza – Sucha Góra – Schronisko PTTK na Hali Boraczej. Czas przejścia 2:55 h, ↓ 2:25 h